# GR 175
El GR 175 és un sender circular de gran recorregut que abasta part de les comarques de l'Urgell, la Conca de Barberà i l'Alt Camp. Va ser homologat el 1998 i transcorre pel territori de la Ruta del Cister.

## Recorregut

### Urgell
Partint de Vallbona de les Monges, i en el sentit de les agulles del rellotge, el sender pren direcció est.

### Conca de Barberà
El sender arriba a Belltall, travessa la C-14, comparteix un breu traçat amb el GR 171, se'n separa i segueix en direcció a Forès. A continuació es troba amb el GR 171-1 i travessa les carreteres T-230 i C-241 a Rocafort de Queralt, per a continuar en direcció a Montbrió de la Marca i el puig de Comaverd, on penetra a l'Alt Camp.

### Alt Camp
El GR 175 pren direcció sud, creua el GR 7 i a continuació reprèn la direcció sud-est, passa a tocar de Can Rui i el Mas del Plata i es dirigeix al Pont d'Armentera, on travessa la C-37 i es dirigeix al sud fins a arribar a Santes Creus, on es troba amb el GR 172. A continuació gira a l'oest, travessa l'AP-2 i de nou la C-37, passa pel Pla de Santa Maria i Figuerola del Camp, i travessa la serra de Miramar, on entra de nou a la Conca de Barberà.

### Conca de Barberà
El sender passa per Prenafeta i Montblanc. S'enfila a les muntanyes de Prades, passa per les ermites de Sant Joan de la Muntanya i la Santíssima Trinitat i baixa cap al monestir de Poblet. Travessa després l'Espluga de Francolí i s'enfila cap a la serra del Tallat, que ressegueix durant un tram, tot vorejant el límit amb l'Urgell.

### Urgell

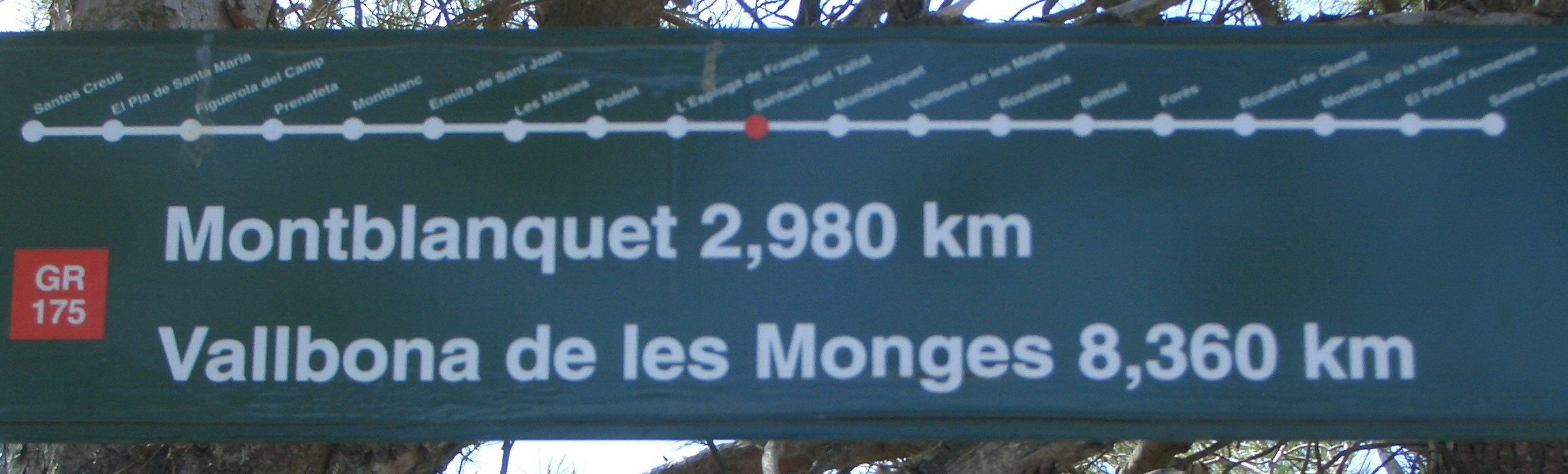
Detall de l'indicador al santuari del Tallat

Prop del santuari del Tallat, el GR 175 es dirigeix cap a Montblanquet i arriba novament a Vallbona de les Monges, després d'un recorregut total de 104 km.

## Variants
- GR 175.1: Coll de l'Era del Caterí - Prenafeta
- GR 175.2: Les Masies - Montblanc
- GR 175.3: Mas d'en Jover - Cap del Coll
- GR 175.4: Rocafort de Queralt - Els Obacs (variant deshomologada per la FEEC)
- GR 175.5: Puig de Comaverd - Cal Guixó
- GR 175.6: Mas d'en Llord - Cruïlla al parc eòlic de la Serra del Tallat